# Lygodium salicifolium
Lygodium salicifolium är en ormbunkeart som beskrevs av Presl. Lygodium salicifolium ingår i släktet Lygodium och familjen Lygodiaceae. Inga underarter finns listade.